# 크리스티안 폴 (배우)
크리스티안 폴(Christian Paul, 1973년 5월 18일 ~ )은 캐나다의 배우, 선수, 음악가, 작곡가 겸 작사가, 텔레비전 배우이다.
몬트리올에서 태어났다.

## 영화
- 웜 바디스 (2013년) - 운동장 군인 역
- 틴 숄저 (2011년)
- 피퍼스 (2010년)
- 트레져 헌터 (2009년) - 닉 아파로 역
- 세 계절 (2009년)
- 데스 레이스 (2008년)
- 시한폭탄 (2006년)
- 슬로우 번 (2005년)
- 당신이 사랑하는 동안에 (2004년)
- 뷰 오브 테러 (2003년)
- 타임라인 (2003년)
- 속죄 (2002년)
- 컨페션 (2002년)
- 어벤던 (2002년)
- 노웨어 인 사이트 (2001년)
- 히든 어젠더 (2001년)
- 디바의 크리스마스 캐롤 (2000년)
- 사탄 스쿨 (2000년)
- 아웃 오브 컨트롤 (1998년)